# Andréi Vasíliev
Andréi Alexándrovich Vasíliev –en ruso, Андрей Александрович Васильев– (Leningrado, URSS, 27 de junio de 1962) es un deportista soviético que compitió en remo.
Participó en los Juegos Olímpicos de Seúl 1988, obteniendo una medalla de plata en la prueba de ocho con timonel. Ganó dos medallas en el Campeonato Mundial de Remo, en los años 1985 y 1987.

## Palmarés internacional
| Juegos Olímpicos   | Juegos Olímpicos       | Juegos Olímpicos | Juegos Olímpicos   |
| Año                | Lugar                  | Medalla          | Prueba             |
| ------------------ | ---------------------- | ---------------- | ------------------ |
| 1988               | Seúl (Corea del Sur)   | Medalla de plata | Ocho con timonel   |
| Campeonato Mundial |                        |                  |                    |
| Año                | Lugar                  | Medalla          | Prueba             |
| 1985               | Malinas (Bélgica)      | Medalla de oro   | Ocho con timonel   |
| 1987               | Copenhague (Dinamarca) | Medalla de plata | Cuatro sin timonel |